# Ambasada Gambii w Brukseli
Ambasada Gambii w Brukseli – misja dyplomatyczna Republiki Gambii w Królestwie Belgii.
Ambasador Republiki Gambii w Brukseli oprócz Królestwa Belgii akredytowany jest również m.in. w Republice Czeskiej, Królestwie Niderlandów, Wielkim Księstwie Luksemburga, Republice Federalnej Niemiec, Rzeczypospolitej Polskiej, Republice Słowackiej oraz przy Unii Europejskiej i AKP.